# 7716 Ube
För andra betydelser, se Ube.
7716 Ube eller 1996 DA3 är en asteroid i huvudbältet som upptäcktes den 22 februari 1996 av den japanska astronomen Akimasa Nakamura vid Kuma Kogen-observatoriet. Den är uppkallad efter den japanska staden Ube.
Asteroiden har en diameter på ungefär 4 kilometer och den tillhör asteroidgruppen Vesta.